# موقوف‌المعانی

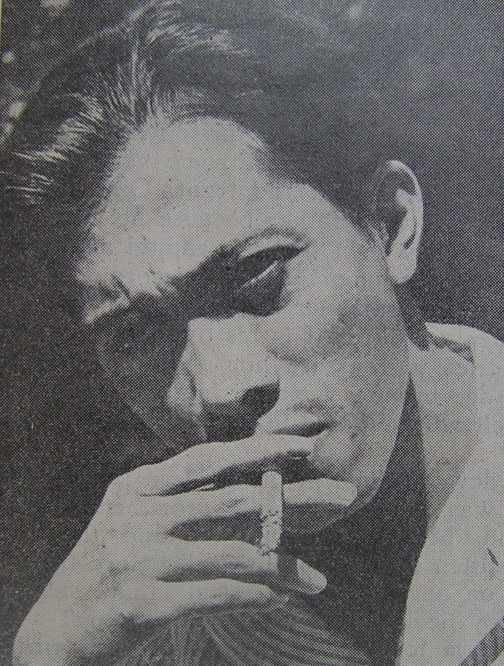
شاعر اندونزیایی کریل انور(1922 - 1949)

هرگاه معنای یک بیت، ناقص و برای تکمیل معنای آن به بیت یا بیت‌های بعدی نیاز باشد، به آن دو یا چند بیت(موقوف‌المعانی) می‌گویند.
در شعر، موارد بی شماری وجود دارد که بدون وقف خواننده باید خطوط یا مصرع‌های بعدی را پشت سر هم بخواند تا به جایی برسد که جمله تمام شده باشد.
نمونه:
- گر تو خواهی به وصالم برسی
- باید این لحظه بی خوف و درنگ
- روی و سینهٔ تنگش بدری
- دل برون آری از آن سینهٔ تنگ

گاه شاید بدون اتصال به مصرع دوم حس کنیم که مصرع نخست برای خودش جملهٔ کاملی است، ولی با شروع مصرع دو متوجه می‌شویم که باید آن را در ادامهٔ جملهٔ قبل بخوانیم یعنی به هم پیوستن دو یا چند بیت به یکدیگر را موقوف المعانی می نامند.

## پیشینه
در ادبیات فارسی موقوف المعانی در 
ابیات در گذشته چندان رواج نداشته است و تنها گاهی در شعرهای روایی دیده می‌شود. مثلاً در «شاهنامهٔ فردوسی» چندین مورد ابیات، موقوف المعانی شده‌اند یا قطعهٔ معروفی از «مسعود سعد سلمان». در کل، گذشتگان، آن را از زیرمجموعه‌های «تضمین» (در معنای عروضی‌اش) می‌دانسته‌اند و چون به استقلال معانی ابیات اعتقاد راسخ داشته‌اند آن را گاهی جزء عیوب شعری به‌شمار می‌آوردند. البته امروزه دیگر چنان این روش رواج پیدا کرده که نمی‌توان عیبی برای آن برشمرد.
بسیاری از شاعران جوان زبان فارسی، بیت‌های موقوف المعانی را با «فلش رو به پایین» یا «خط فاصله» نشان می‌دهند.
موقوف المعانی شدن ابیات در ابتدا از آن جهت رواج پیدا کرد که با وارد شدن روایت در غزل دههٔ هفتاد، شاعران جوان، بیت را محمل مناسبی برای بازگویی روایت نمی‌دانستند و خود را ملزم به کوتاه یا بلند کردن جملات می‌دانستند. آمدن سه نقطه‌ها در میان مصرع و از آن طرف موقوف المعانی شدن ابیات، حاصل همین تفکر می‌باشد.

## دیگر نمونه‌ها
از آخر شاهنامه-اخوان:
- سینه‌اش سندان
- پتکِ دم به دم خمیازه و
- چشمانش خواب‌آلود
- آمده چون بامدادان دگر بربام.

به سهراب گفت:
- ای یل شیر گیر
- کمندافکن و گرز و شمشیر گیر
- دگرگونه‌تر باشد، آیین ما
- جز این باشد آرایش دین ما

در به قول پرستو به قلم قیصر امین پور:
- هر چه می پرسیدم از خد از خدا
- از زمین از آسمان از ابر ها
- زود می گفتند :این کار خداست
- پرس و جو از کار او کاری خطاست